# Kostel Sedmi radostí Panny Marie (Malé Svatoňovice)
Kostel Sedmi radostí Panny Marie je římskokatolický poutní farní kostel v Malých Svatoňovicích. Je chráněn jako kulturní památka České republiky.

## Historie
Budova situovaná na svahu poblíž pramene dobré vody je z roku 1733. Přestavba proběhla v letech 1830–1831, generální oprava fasády byla provedena v roce 1998.

## Architektura
Barokní stavba se sakristií, k níž na severu přiléhá kaple sv. Judy Tadeáše. Loď je klasicistní po empírové přestavbě z let 1830–1831. Nad portálem je slepé půlkruhové okno, nad kterým je letopočet 1830.

## Interiér
V čele presbytáře stojí hlavní oltář Panny Marie Sedmiradostné z roku 1886. Autorem všech oltářů je polický truhlář Kajetán Pejskar, sochařskou výzdobu vytvořil Ferdinand Demetze ze Sankt Ulrichu v Tyrolsku. Uprostřed retabla za skleněnou výplní je plastika svatoňovické Madony od lidového řezbáře, chromého rolníka Jana Karáska z nedalekého Odolova, který ji vyřezal v roce 1715. Polychromie úpického malíře Václava Nývlta byla zmodernizována v polovině 20. století. Prvně byla vyvěšena 27. října 1715 v dřevěné skříňce na třešni – odtud název "Panna Maria na třešni". K vysvěcení kostela v roce 1734 přenesena na oltář v kostele. Zdobená kasička má na přední straně má oválné pouzdro s ostatky svatého Jana Nepomuckého, které se dávají poutníkům k líbání. Odívána bývá novodobým pláštíkem z textilií. Kolem rámu zasklené skříňky je figurální výzdoba soškami desíti andělů nesoucích různé hudební nástroje. Holubička nad nimi znázorňuje Ducha svatého.
V bočních nikách hlavního oltáře jsou sochy slovanských věrozvěstů vytvořené v roce 1886: na evangelní straně sv. Metoděje, biskupa, na epištolní straně sv. Cyrila, mnicha. Na svatostánku je soška ptáka pelikána pocházející z roku 1886. Dle pověsti si rozdírá vlastní hruď, aby nakrmil svá mláďata svou vlastní krví. Tato biologicky nepravdivá představa bývala v umění používána jako obraz vykupitelské smrti Božského Spasitele. Naznačuje tím Krista, který pro nás na kříži prolil svou vlastní krev. Z roku 1886 pochází i sošky klečících andělů umístěné v predelle hlavního oltáře, jedna na evangelní straně, druhá na straně epištolní.
Liturgická úprava v kněžišti je z roku 1975. Navrhl a zhotovil ji farář Václav Hartman z Hronova, který před kněžstvím vystudoval Vyšší umělecko-průmyslovou školu v Praze. Obětní stůl má vpředu tři mědirytiny, pohledově vlevo Panny Marie Bolestné, uprostřed je hlava Krista trním korunovaného a pohledově vpravo svatý Josef s lilií čistoty. Ambon má reliéf sv. apoštola a Jana Evangelisty s atributem orla. Na podstavci v presbytáři čelem k oltáři je novodobá socha svatého Josefa, snoubence Panny Marie, z roku 1978. Na vítězném oblouku naproti kazatelně se sochou Krista dobrého pastýře (Ježíšem s ovečkou na rameni) na stříšce (z roku 1887) visí velký kříž s ukřižovaným Kristem z roku 1899 a pod ním je ním socha Panny Marie Sedmibolestné z roku 1905. Vedle kazatelny je boční oltář sv. Jana Nepomuckého z roku 1887 se sochou světce v nice uprostřed. Boční oltář sv. Barbory, patronky horníků z roku je umístěn na epištolní straně lodi a v nice má soška patronky stojící nad uhelnou slojí se třemi figurkami havířů při dobývání uhlí ve štole.
Křížová cesta z roku 1903 od Trutnovského malíře Ignáce Russe je obdobná jako křížové cesty v kostelech v Batňovicích, Horních Vernéřovicích, Radvanicích, Janovicích a v Mariánském sadě.

## Nástěnné malby
Nástěnné malby sedmi radostí Panny Marie jsou mimo šesté radosti od Ludvíka Nejedlého z Nového Bydžova a byly vytvořeny v roce 1899.
- 1. radost – Zvěstování Panně Marii – na vítězném oblouku v rohu lodi kostela vpředu na epištolní straně
- 2. radost – Navštívení Panny Marie u Alžběty v Judských horách – uprostřed lodi na epištolní straně
- 3. radost – Narození Páně v Betlémě – na epištolní straně vzadu nad zábradlím kůru
- 4. radost – Obětování Páně (Pána Ježíše v chrámě) – na evangelijní straně vzadu nad zábradlím kůru
- 5. radost – Nalezení dvanáctiletého Ježíše v chrámě – na evangelijní straně uprostřed lodi
- 6. radost – na evangelijní straně vítězného oblouku by mohlo být znázorněno Nanebevzetí Panny Marie (k tomuto svátku se v Malých Svatoňovicích 15. srpna a v neděli po slavnosti drží pouť). Avšak na toto dosud prázdné místo (podle obrazů Sedmi radostí na faře) akademická malířka Iva Beščecová z Dobříše v dubnu roku 1982 zobrazila, jak se Vzkříšený Ježíš zjevuje své Matce jako první z lidí
- 7. radost – Korunování Panny Marie – na klenbě presbytáře

V rozích klenby presbytáře kolem nástropní malby Korunování jsou čtyři evangelisté: sv. Matouš, sv. Marek, sv. Lukáš a sv. Jan.
Na stropě lodi je freska – Immaculata (Neposkvrněná Panna Maria) mezi dvěma anděly, stojící na zeměkouli, s měsícem pod nohama, s 12 hvězdami kolem hlavy, nohou šlapající na jedovatého hada.

## Bohoslužby
Bohoslužby se konají v neděli v 10.30, ve čtvrtek v 18.00 a první sobotu v měsíci v 8.30.

## Galerie

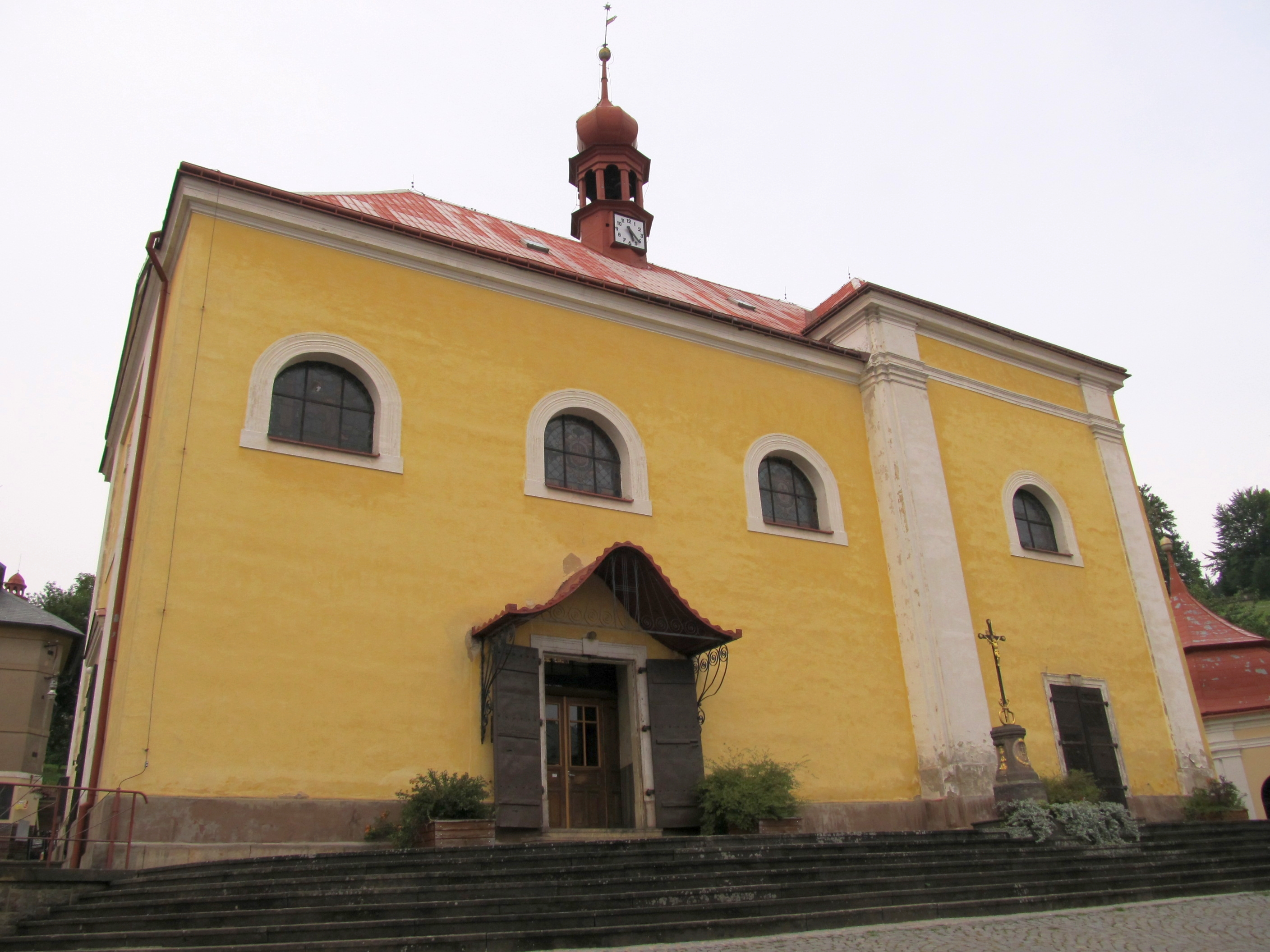
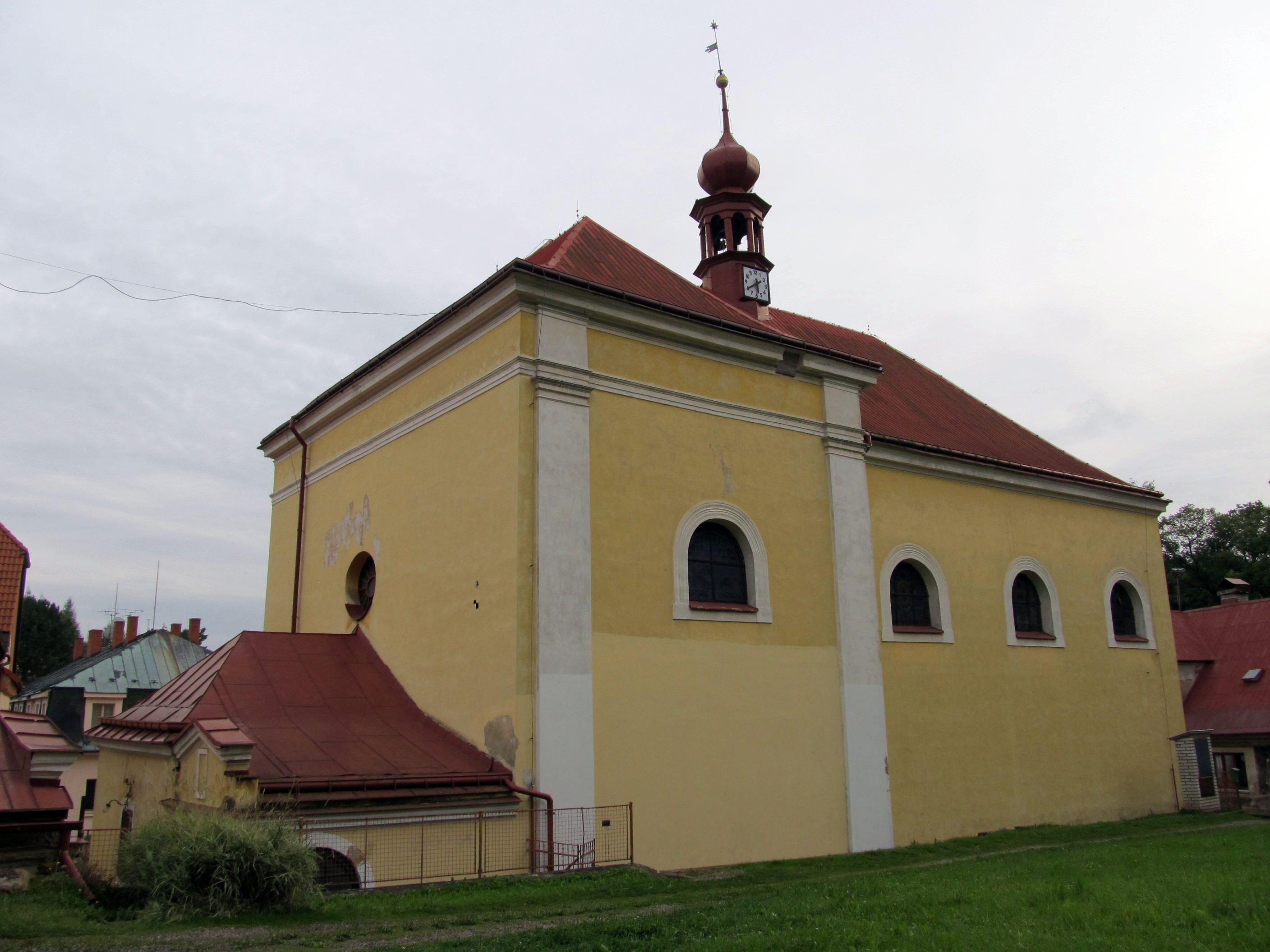
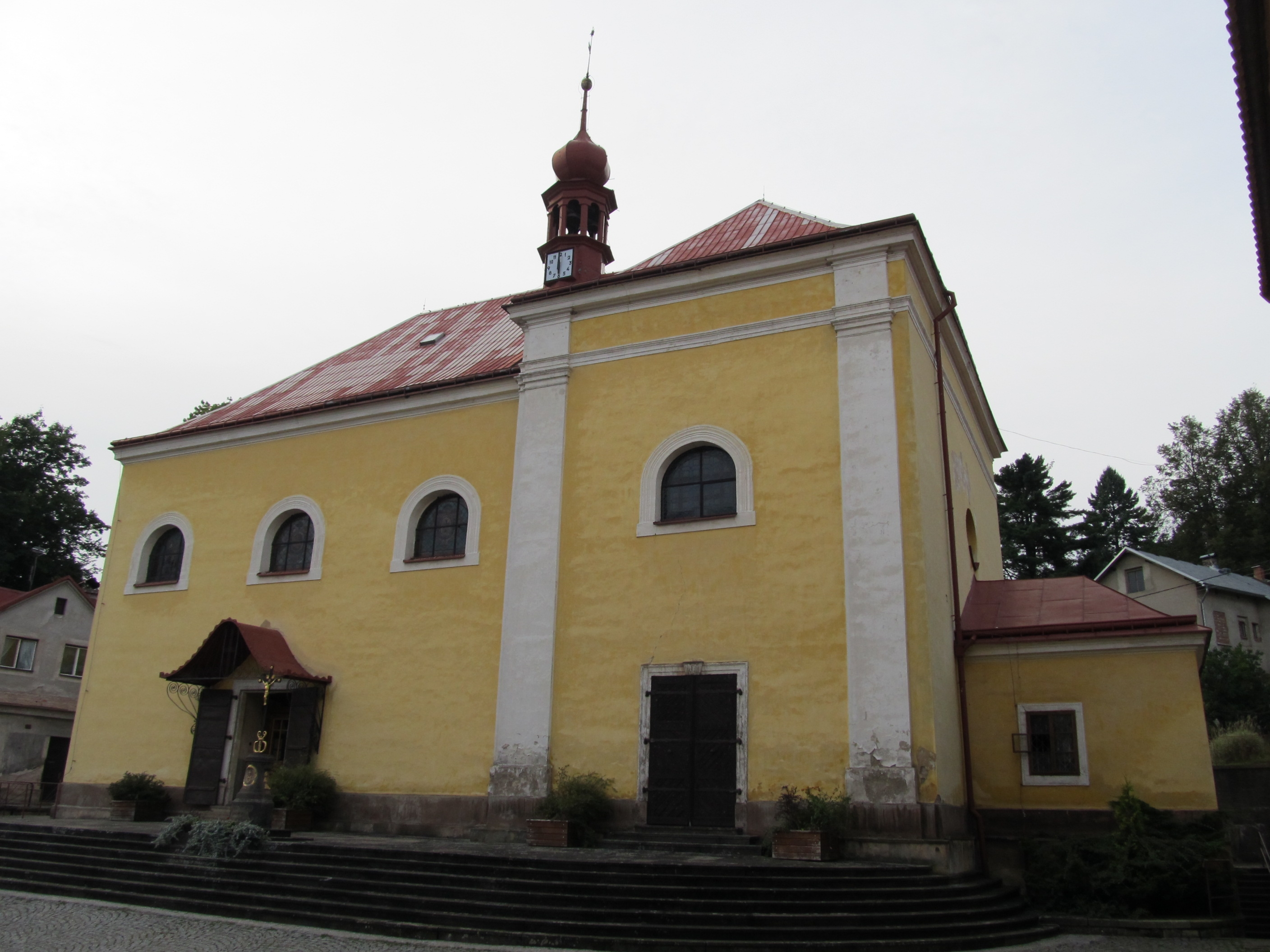